# Карабагіш
40°30′44″ пн. ш. 72°21′48″ сх. д. / 40.51222° пн. ш. 72.36333° сх. д.
Карабагіш (узб. Қорабағиш, Qorabagʻish) — міське селище в Узбекистані, в Мархаматському районі Андижанської області.
Розташоване у Ферганській долині, за 6 км на схід від Мархамата, на кордоні Киргизстаном. Через селище проходить Південний Ферганський канал, автошлях Кува — Мархамат — Араван.
Населення 3,1 тис. мешканців (1990). Статус міського селища з 2009 року.